# 24 км (Кулундинський район)
24 км (рос. 24 км) — селище у складі Кулундинського району Алтайського краю, Росія. Входить до складу Златополинської сільської ради.

## Населення
Населення — 6 осіб (2010; 11 у 2002).
Національний склад (станом на 2002 рік):
- українці — 46 %
- німці — 27 %
- росіяни — 27 %